# Yeşilköy

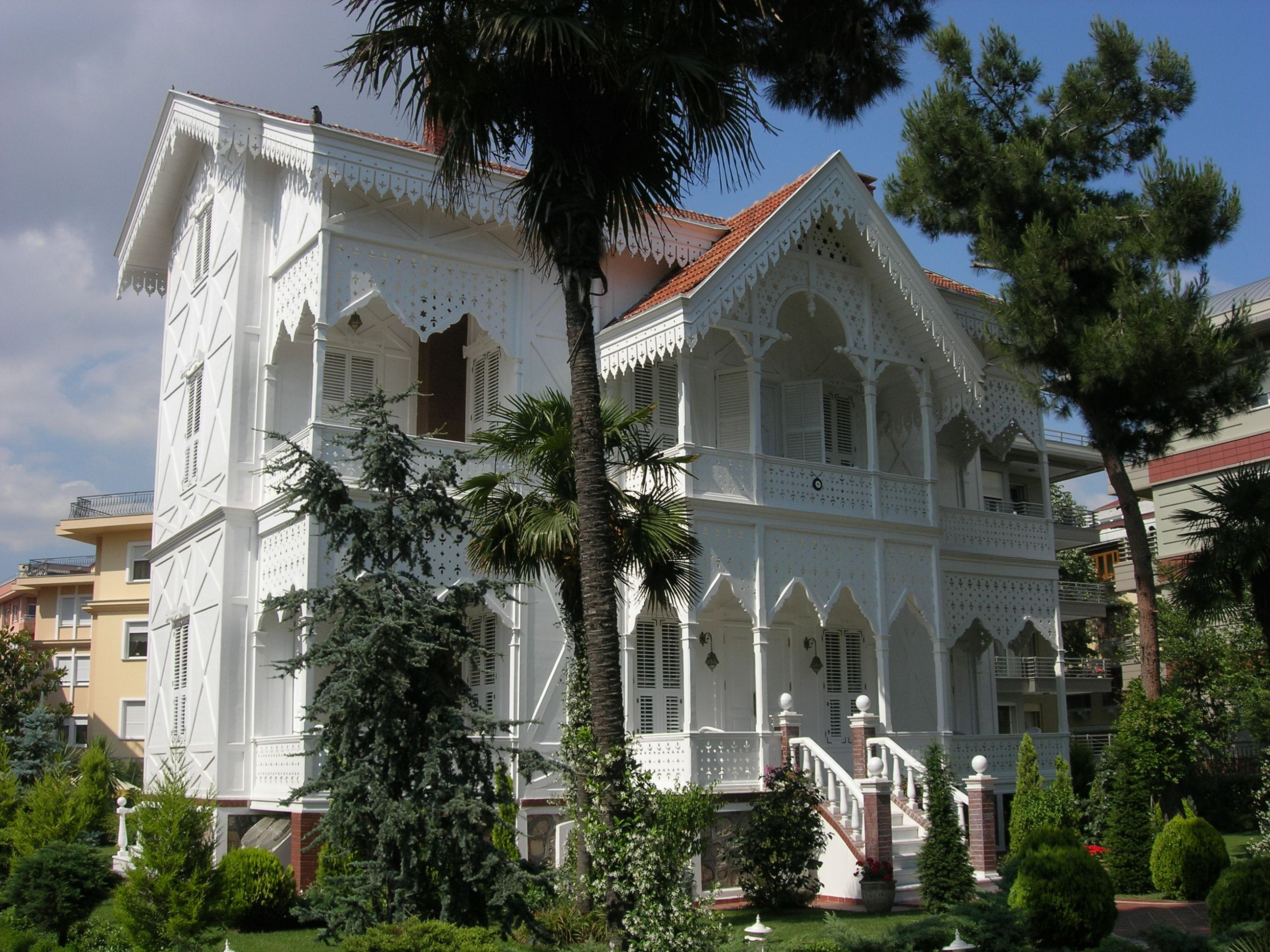
Casa da família Simeonoglou onde foi assinado o Tratado de Santo Estêvão em 1878, que pôs fim à guerra russo-turca de 1877-1878

Yeşilköy (até 1926 chamada San Stefano ou Santo Stefano [Santo Estêvão]; em grego: Άγιος Στέφανος; romaniz.: Ayos Stefanos; em turco: Ayastefanos; em búlgaro: Сан Стефано) é um bairro (mahalle) do distrito de Bakırköy, na parte europeia de Istambul, Turquia. Situa-se à beira do Mar de Mármara, a cerca de 11 km a oeste do centro histórico. Até à explosão demográfica dos anos 1970, Yeşilköy era pouco mais que uma aldeia e uma estância marítima.

## História
O seu nome original (Άγιος Στέφανος, Agios Stéfanos, o nome em grego de Santo Estêvão) tem origem numa lenda: no período bizantino, um navio que levava a bordo os ossos do santo de Constantinopla para Roma foi ali forçado a abrigar-se de uma tempestade. Os ossos foram levados para uma igreja até que o mar se acalmou. A igreja e o lugar tomaram então o nome do santo.
Em 1203 a praia de Agios Stefanos foi o local desembarque do exército latino da Quarta Cruzada, que conquistaria Constantinopla no ano seguinte. No século XIX toda a aldeia era propriedade da poderosa família arménia Dadian, que a recebeu como presente do sultão como recompensa de não ter emigrado para o estrangeiro.
Durante a Guerra da Crimeia, tropas francesas estiveram estacionadas em Agios Stefanos e ali construíram um dos três faróis históricos ainda em uso em Istambul. Ali estacionaram igualmente tropas russas no fim da guerra russo-turca de 1877-1878 e ali foi assinado o Tratado de Santo Estêvão. Foi também em San Stefano que em 1909 o Comité para a União e o Progresso decidiu enviar o sultão Abdulamide II para o exílio em Salónica. Em 1912, durante a Primeira Guerra Balcânica, milhares de soldados doentes com cólera foram levados para Yeşilköy; cerca de 30 000 morreram e foram enterrados junto da estação de comboios.
No século XIX e início do século XX, Yeşilköy era uma estância costeira e local de caça popular entre as classes altas de Istambul. A população era mista de turcos, gregos, arménios e levantinos (italianos e franceses de Istambul). Os levantinos e gregos emigraram praticamente todos, o mesmo tendo acontecido em larga medida com os arménios, embora ainda vivam alguns em Yeşilköy atualmente. Como legado do passado cosmopolita, ainda existem uma missão italiana, uma igreja católica e cemitério italianos, além de diversas igrejas arménias e gregas. Todas as igrejas são dedicadas a Santo Estêvão.
O nome atual foi atribuído em 1926 devido ter saído uma lei que obrigava a que todas as localidades passassem a ter um nome turco. O nome, que em turco significa "aldeia verde", foi escolhido pelo escritor Halit Ziya Uşaklıgil, que aí vivia.

## Atualidade
Yeşilköy conserva alguns exemplos notáveis de arquitetura Art Nouveau em madeira, construída entre o fim do século XIX e início do século XX. Há uma marina e belas praias de areia. A maior parte da população atual não é originária da área.
O Aeroporto Internacional Atatürk, o mais movimentado da cidade, cujo nome no passado foi Aeroporto de Yeşilköy, encontra-se em Yeşilköy, o mesmo se passando com a sede da companhia áerea nacional turca a Turkish Airlines.
A primeira base aérea militar turca foi criada em Yeşilköy entre 1909 e 1911. Na base militar anexa ao aeroporto está instalado o Museu de Aviação de Istambul (Havacılık Müzesi).
Yeşilköy é servida por comboio desde 1871, quando foi construída a estação, que se encontra na linha suburbana entre Sirkeci, no centro da cidade e Halkalı, a oeste.